# Liste der Biografien/Schme
Liste der Biografien |
Portal Biografien |
Personensuche
# |
A |
B |
C |
D |
E |
F |
G |
H |
I |
J |
K |
L |
M |
N |
O |
P |
Q |
R |
S |
T |
U |
V |
W |
X |
Y |
Z |
?
 
Sa |
Sb |
Sc |
Sd |
Se |
Sf |
Sg |
Sh |
Si |
Sj |
Sk |
Sl |
Sm |
Sn |
So |
Sp |
Sq |
Sr |
Ss |
St |
Su |
Sv |
Sw |
Sy |
Sz
 
Sca–Sce |
Sch |
Sci–Scz
 
Scha |
Schc |
Schd |
Sche |
Schg |
Schi |
Schj |
Schk |
Schl |
Schm |
Schn |
Scho |
Schp |
Schr |
Schs |
Scht |
Schu |
Schv |
Schw |
Schy
 
Schma |
Schme |
Schmi |
Schmo |
Schmu |
Schmy
Die Liste der Biografien führt alle Personen auf, die in der deutschsprachigen Wikipedia einen Artikel haben. Dieses ist eine Teilliste mit 269 Einträgen von Personen, deren Namen mit den Buchstaben „Schme“ beginnt.

## Schme

### Schmec
- Schmechel, Max (1892–1966), deutscher Architekt und Politiker (CSVD, CDU), MdR
- Schmeck, Clemens (1918–1984), deutscher Mediziner und Umweltpionier
- Schmeck, Ingrid M. (* 1944), deutsche Grafikerin und Zeichnerin
- Schmeck, Paul (1894–1976), deutscher Politiker (CDU), MdL
- Schmeckenbecher, Erich (* 1953), deutscher Musiker, Sänger und LiedermacherErich Schmeckenbecher (* 1953)

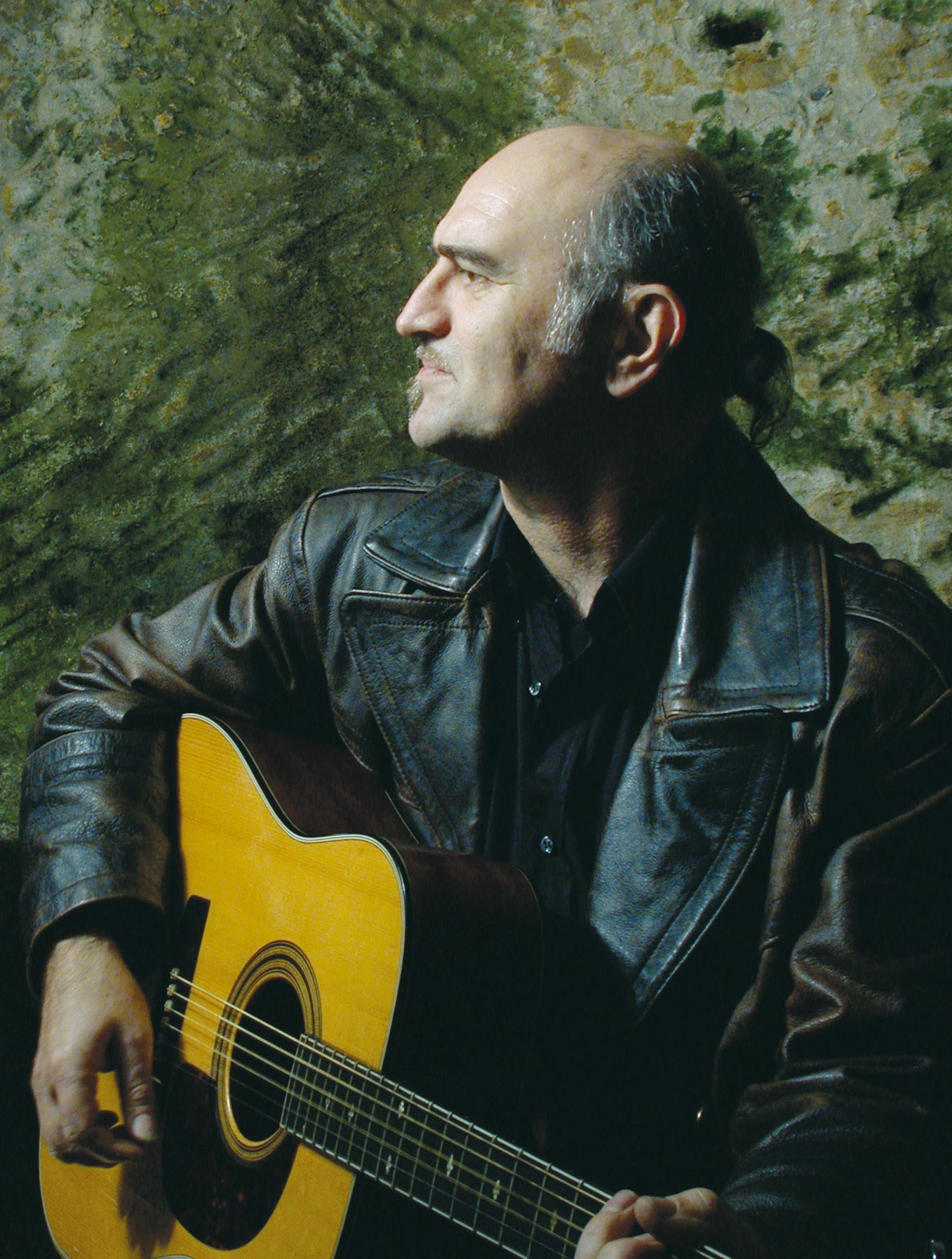
Erich Schmeckenbecher (* 1953)

- Schmeckenbecher, Jochen (* 1967), deutscher Opernsänger (Bariton)
- Schmeckenbecher, Stefan (* 1981), deutscher Volleyball- und Beachvolleyballspieler
- Schmeckler, Stephanus, Bürgermeister

### Schmed
- Schmedding, Adolf (1856–1937), deutscher Jurist, Verwaltungsbeamter und Politiker (Zentrum)
- Schmedding, Franz-Josef (* 1963), deutscher Fußballspieler
- Schmedding, Johann Heinrich (1774–1846), deutscher Rechtswissenschaftler, Verwaltungsbeamter und Hochschullehrer
- Schmedding, Johann Heinrich (1849–1921), deutscher Architekt und Altertumsforscher
- Schmedding, Laurenz (1894–1972), deutscher katholischer Geistlicher und im KZ Dachau inhaftiert
- Schmeddinghoff, Anton (1869–1942), deutscher Theologe, Gymnasiallehrer, Heimatforscher und Autor
- Schmedeman, Albert G. (1864–1946), US-amerikanischer Politiker
- Schmedemann, Horst (1934–2010), deutscher Lithograph, Grafiker, Zeichner und Maler
- Schmedemann, Walter (1901–1976), deutscher Politiker (SPD), MdHB
- Schmederer, Cajetan (1852–1923), deutscher Brauereibesitzer und
- Schmederer, Ludwig (1846–1935), deutscher Unternehmer und Mäzen
- Schmederer, Max (1854–1917), deutscher Brauereibesitzer und Krippensammler
- Schmedes, Erik (1868–1931), dänischer Opernsänger (Tenor)
- Schmedes, Fritz (1894–1952), deutscher Offizier, SS-Brigadeführer und Generalmajor der Waffen-SS und Polizei
- Schmedes, Grete (1889–1985), deutsche Graphikerin und Illustratorin
- Schmedes, Karl (1908–1981), deutscher Boxer
- Schmedes, Maria von (1917–2003), österreichische Schlagersängerin und Schauspielerin
- Schmedeshagen, Konrad (1897–1969), deutscher Fußballfunktionär
- Schmeding, Martin (* 1975), deutscher Kirchenmusiker und Organist
- Schmeding, Maximilian (* 1974), deutscher Chirurg und Professor in Dortmund
- Schmedt, Franz (1932–2022), deutscher Journalist
- Schmedt, Helga (1929–2022), deutsche Politikerin (SPD), MdB
- Schmedtmann, Tay (* 1996), deutscher Popsänger

### Schmee
- Schmeel, Ernst (1845–1913), deutscher Jurist und Politiker
- Schmeer, Burkhard (* 1964), deutscher Schauspieler
- Schmeer, Gisela (1926–2024), deutsche Ärztin, Psychologin, Psychoanalytikerin und Kunsttherapeutin
- Schmeer, Hans (1902–1978), deutscher Bibliothekar
- Schmeer, Karen (1970–2010), US-amerikanische Filmeditorin
- Schmeer, Margrethe (* 1950), deutsche Kommunalpolitikerin und amtierende Bürgermeisterin der Stadt Aachen
- Schmeer, Rudolf (1905–1966), deutscher Politiker (NSDAP), MdR
- Schmeerheim, Johann Friedrich von (1660–1728), preußischer Generalmajor, Kommandant von Lippstadt und Sparrenburg

### Schmeg
- Schmeger, Malachias (1753–1826), österreichischer Zisterzienser und Abt von Lilienfeld

### Schmeh
- Schmeh, Klaus (* 1970), deutscher Informatiker und Sachbuchautor
- Schmehl, Arndt (1970–2015), deutscher Rechtswissenschaftler und Hochschullehrer
- Schmehl, Wilhelm (1892–1962), deutscher Politiker (SPD), MdL

### Schmei
- Schmeichel, Kasper (* 1986), dänischer Fußballspieler
- Schmeichel, Peter (* 1963), dänischer Fußballspieler
- Schmeichel-Falkenberg, Beate (1926–2017), deutsche Lehrerin und Autorin
- Schmeide, Gabriela Maria (* 1965), deutsche SchauspielerinGabriela Maria Schmeide (* 1965)

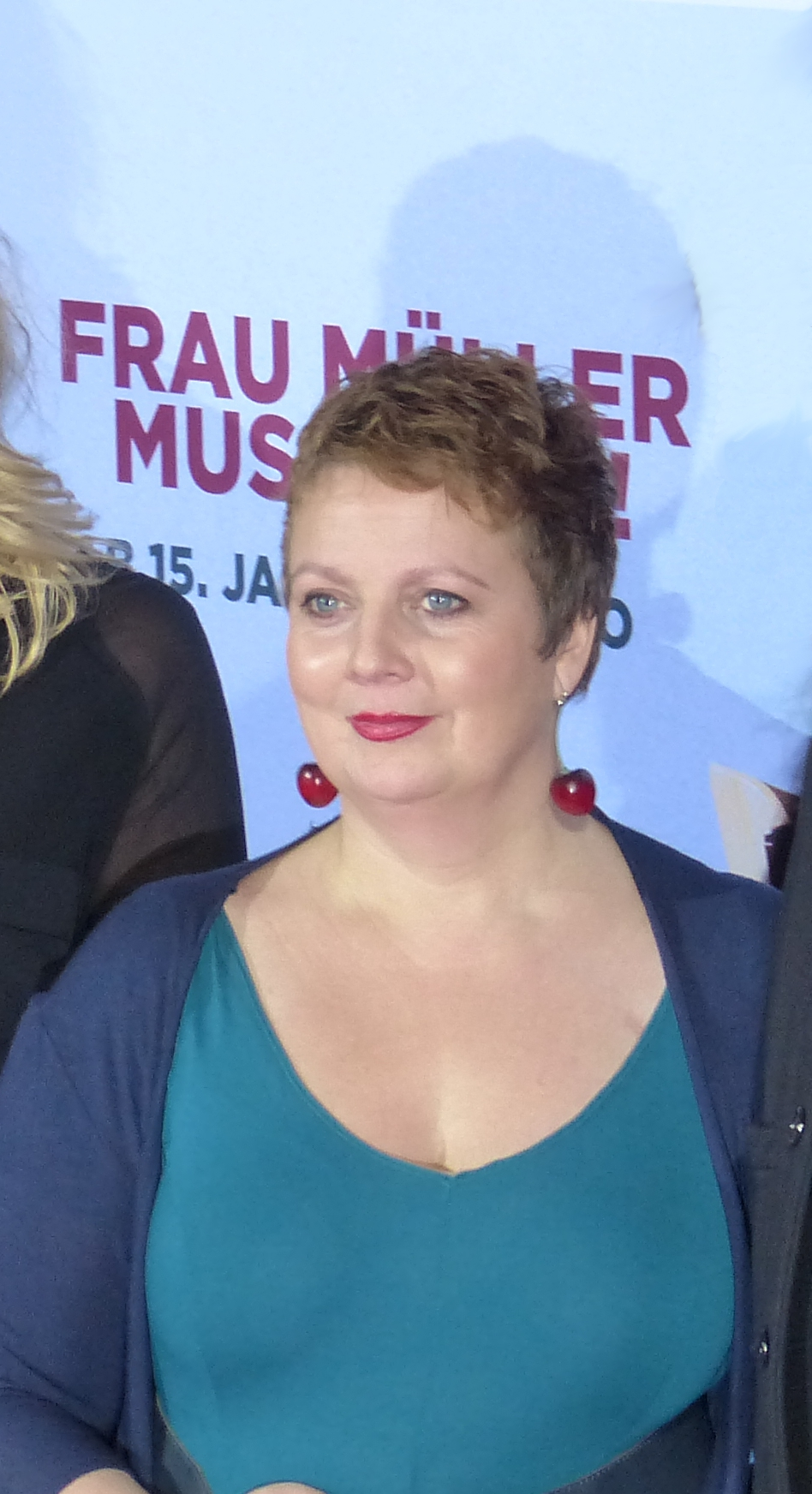
Gabriela Maria Schmeide (* 1965)

- Schmeidel, Hermann von (1894–1953), österreichischer Dirigent
- Schmeidel, Viktor von (1856–1920), österreichischer Landesgerichtsrat und Bundesobmann des Steirischen Sängerbundes
- Schmeidler, Bernhard (1879–1959), deutscher Mittelalterhistoriker und Diplomatiker
- Schmeidler, Carl (1859–1935), deutscher Musikdozent und Komponist in Berlin und Breslau
- Schmeidler, Carl Gottlob (1772–1838), schlesischer Maler
- Schmeidler, Conrad (1847–1922), deutscher Pianist, Komponist und Musiklehrer in München und Dresden
- Schmeidler, Felix (1920–2008), deutscher Astronom und Hochschullehrer
- Schmeidler, Herbert (1889–1955), deutscher Jurist und Obergeneralarbeitsführer des Reichsarbeitsdienstes
- Schmeidler, Hermann (1807–1867), lutherischer Prediger und Kirchenhistoriker in Breslau
- Schmeidler, Johannes (1841–1902), deutscher evangelischer Prediger und Publizist in Schlesien und Berlin
- Schmeidler, W. F. Carl (1821–1883), königlich-preußischer Eisenbahnsekretär und Historiker
- Schmeidler, Werner (1890–1969), deutscher Mathematiker und Hochschullehrer
- Schmeil, Erich (1943–2013), deutscher Fußballspieler und -trainer
- Schmeil, Otto (1860–1943), deutscher Biologe, Pädagoge und AutorOtto Schmeil (1860–1943)

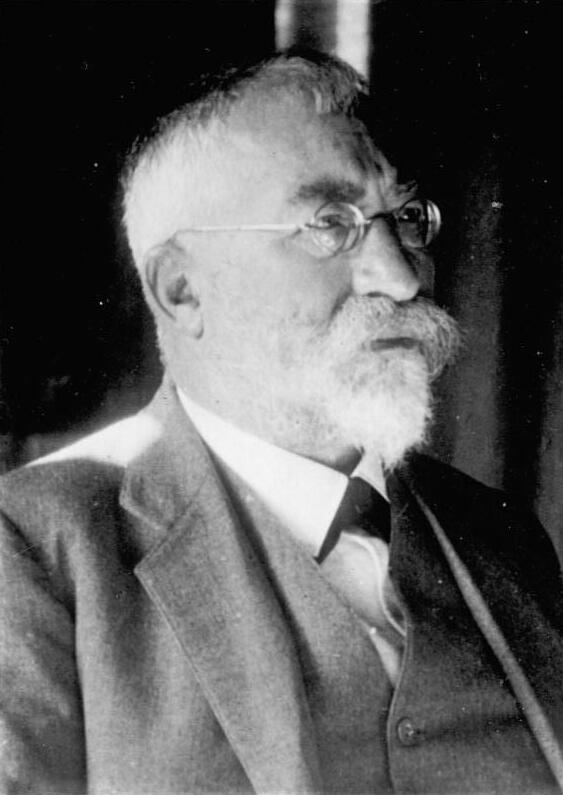
Otto Schmeil (1860–1943)

- Schmeinck, Georg (* 1955), deutscher Fußballspieler
- Schmeing, Clemens (1930–2018), deutscher Ordensgeistlicher, Benediktiner, Abt
- Schmeing, Martin (* 1962), deutscher Musiker
- Schmeing, Paul (* 1964), deutscher Volleyballspieler
- Schmeink, Alfons (1923–2021), deutscher Politiker (CDU)
- Schmeink, Lina Victoria (* 1994), deutsche Regisseurin und Drehbuchschreiberin
- Schmeiser, Christian (* 1958), österreichischer Mathematiker
- Schmeiser, Dietmar (* 1937), deutscher Psychoanalytiker und Autor
- Schmeiser, Franz (* 1913), deutscher Fußballspieler
- Schmeiser, Hato (* 1968), deutscher Wirtschaftswissenschaftler und Hochschullehrer
- Schmeiser, Leonhard (* 1957), österreichischer Philosoph und Schriftsteller
- Schmeiser, Percy (1931–2020), kanadischer Rapsfarmer, Träger des alternativen Nobelpreises 2007Percy Schmeiser (1931–2020)

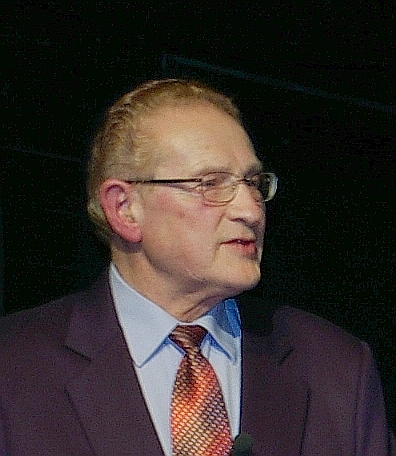
Percy Schmeiser (1931–2020)

- Schmeisser, Alex (* 1974), deutscher Liedermacher, Musiker, Kinderliedermacher, Erzieher und Pädagoge im Förderbereich
- Schmeisser, Friedrich (1785–1869), deutscher Mathematiker, Philosoph und Lehrer
- Schmeißer, Gregor (* 1985), deutscher Handballspieler
- Schmeißer, Hans, deutscher Politiker, Bürgermeister von Dresden und Gewandschneider
- Schmeisser, Hans, deutscher Konstrukteur von Infanteriewaffen
- Schmeißer, Hans-Konrad (1919–1966), deutscher Journalist und Justiziar der Interessengemeinschaft deutscher Baumschulen
- Schmeißer, Hellmut (1915–1965), deutscher Fußballspieler und -trainer
- Schmeisser, Hugo (1884–1953), deutscher Waffenkonstrukteur
- Schmeisser, Johann Gottfried (1767–1837), deutscher Apotheker, Chemiker, Naturforscher
- Schmeisser, Jörg (1942–2012), deutscher Grafiker
- Schmeißer, Karl (1855–1924), deutscher Geologe und Erster Direktor der Preußischen Geologischen Landesanstalt
- Schmeisser, Kurt (1889–1958), deutscher Verwaltungsjurist
- Schmeißer, Kurt (1909–1982), deutscher Diplomat, Handelsrat und Wirtschaftsfunktionär
- Schmeisser, Louis (1848–1917), Waffenkonstrukteur
- Schmeißer, Martin (1912–1981), deutscher Chemiker und Rektor der Universität Dortmund
- Schmeißer, Richarda (* 1954), deutsche Gerätturnerin
- Schmeißer, Siegbert (* 1957), deutscher Radrennfahrer
- Schmeisser, Wilhelm (* 1953), deutscher Betriebswirtschaftler und Hochschullehrer
- Schmeißing, Heinrich (1905–1979), deutscher Politiker (CDU), OB der Stadt Wuppertal
- Schmeißner, Heinz (1905–1997), deutscher Architekt und Baubeamter
- Schmeißner, Jakob (1874–1955), deutscher Architekt und Landesbaurat in Nürnberg
- Schmeißner, Roman (* 1956), österreichischer Lehrer, Organist und Orgelsachverständiger
- Schmeitzel, Martin (1679–1747), deutscher Staatswissenschaftler, Historiker und Heraldiker
- Schmeitzner, Mike (* 1968), deutscher Historiker

### Schmej
- Schmejkal, Simon (* 1967), deutscher Kameramann

### Schmek
- Schmekel, August (1857–1934), deutscher Altphilologe, Philosophiehistoriker und Hochschullehrer
- Schmeken, Ewald (1927–2009), deutscher Historiker und Soziologe
- Schmeken, Regina (* 1955), deutsche Fotokünstlerin

### Schmel
- Schmela, Alfred (1918–1980), deutscher Künstler und GaleristAlfred Schmela (1918–1980)

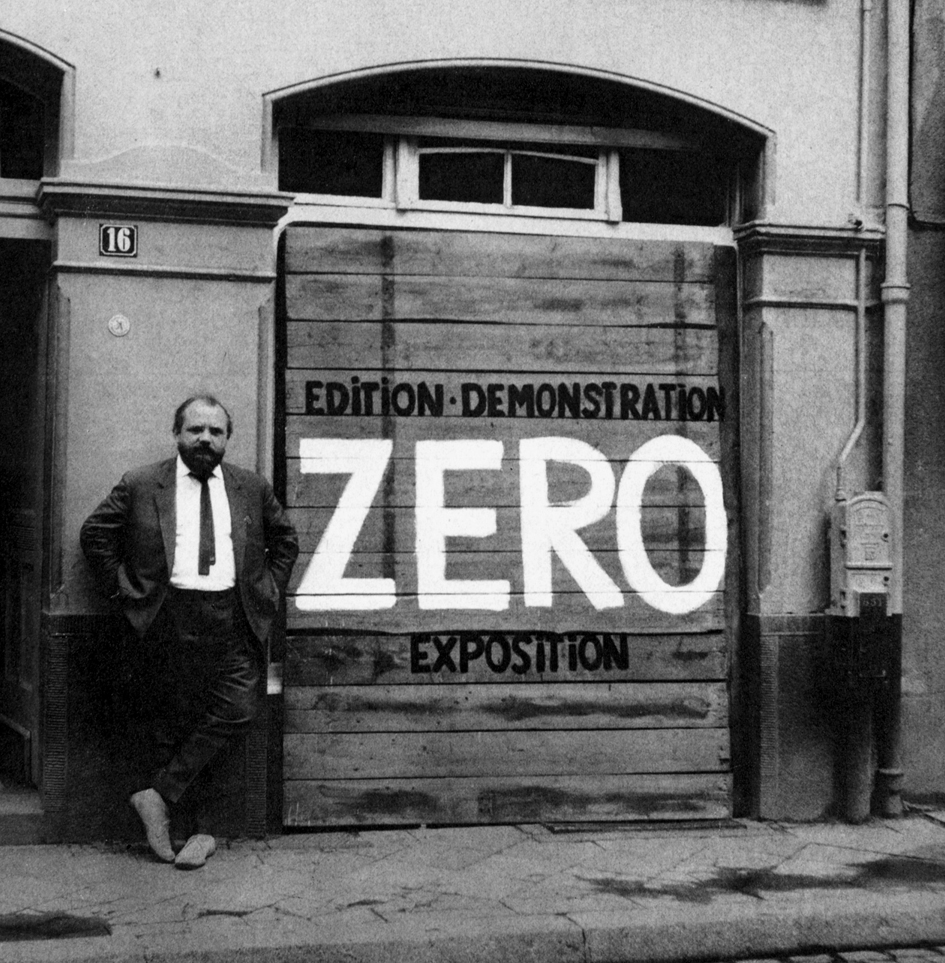
Alfred Schmela (1918–1980)

- Schmela, René (* 1997), deutscher Ruderer
- Schmelcher, Gustav (1908–1943), deutscher Turner des TSV 1860 München
- Schmelcher, Max (* 1956), deutscher Bildhauer
- Schmelcher, Siegfried (1911–1991), deutscher Architekt
- Schmelcher, Willy (1894–1974), deutscher Bauingenieur und Politiker (NSDAP), MdR, Generalleutnant der Polizei sowie SS- und Polizeiführer
- Schmele, Carolin (* 1990), deutsche Handballspielerin
- Schmelen, Heinrich (1777–1848), deutscher Missionar; Gründer der Missionsstation Bethanien in Südwest-Afrika
- Schmelen, Zara († 1831), Missionarin in Namibia
- Schmelich, Michael (* 1954), deutscher Politiker (Bündnis 90/Die Grünen), MdL (Niedersachsen), Kulturmanager, Verleger
- Schmeling, Adolf von (1807–1886), deutscher Verwaltungsjurist
- Schmeling, Andreas (* 1968), deutscher Rechtsmediziner
- Schmeling, August von (1843–1910), preußischer Generalmajor
- Schmeling, Bogislav Carl von (1756–1831), preußischer Landrat
- Schmeling, Britta (* 1965), deutsche Schauspielerin
- Schmeling, Burkhard von (1823–1902), preußischer Generalleutnant
- Schmeling, Cyrus von (1819–1902), preußischer Generalmajor, Kommandeur der 4. Infanterie-Brigade
- Schmeling, Gabriel Otto von (1747–1826), Landrat des Kreises Schlawe
- Schmeling, Hermann von (1822–1896), preußischer Generalleutnant und Kommandant von Posen
- Schmeling, Karsten (* 1962), deutscher Olympiasieger im Rudern
- Schmeling, Kurt von (1860–1930), preußischer Regierungspräsident
- Schmeling, Max (1905–2005), deutscher SchwergewichtsboxerMax Schmeling (1905–2005)

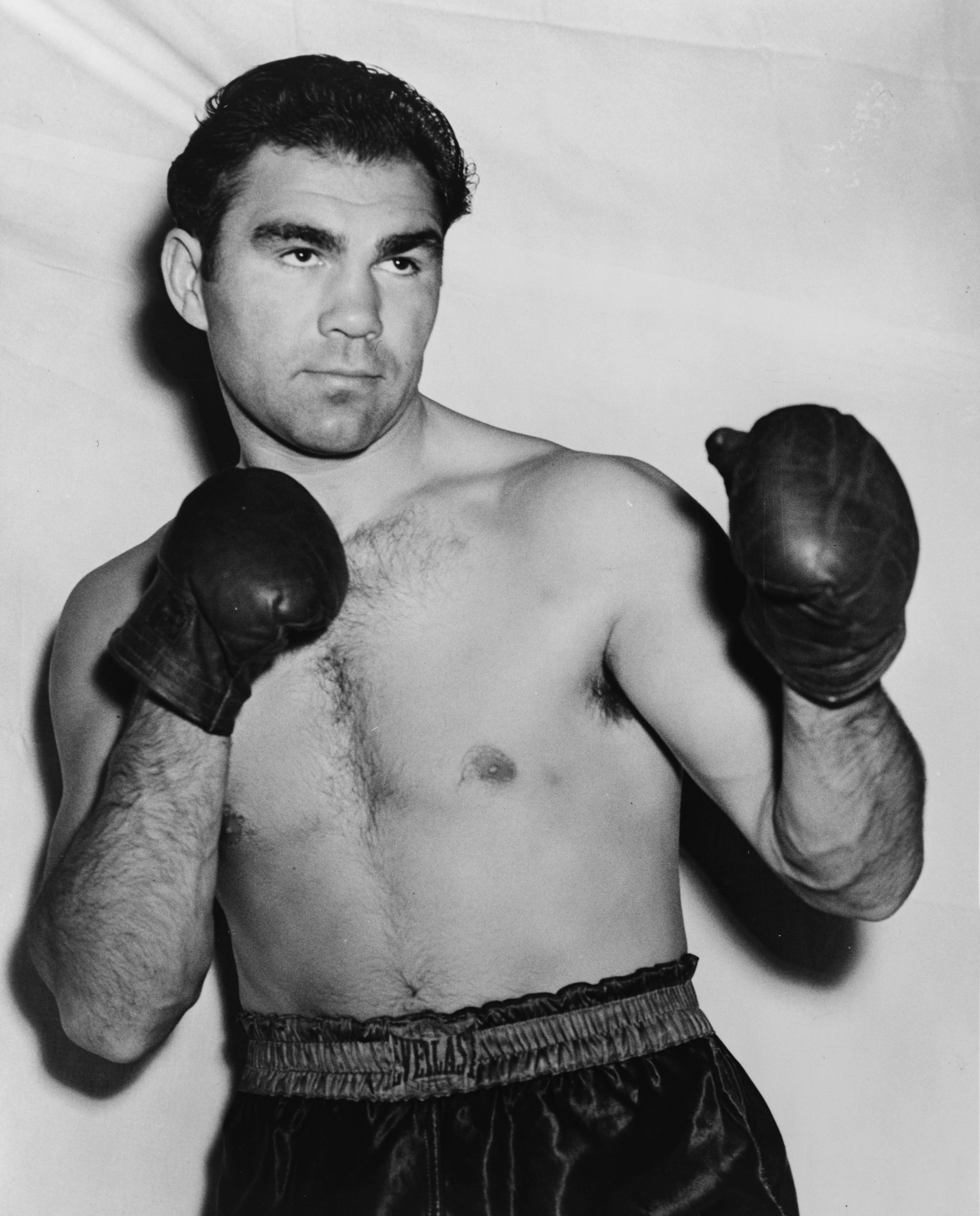
Max Schmeling (1905–2005)

- Schmeling, Migel-Max (* 2000), deutscher Fußballspieler
- Schmeling, Paul (1938–2024), US-amerikanischer Jazzmusiker (Piano) und Hochschullehrer
- Schmeling, Wilhelm von (1811–1879), preußischer Generalleutnant
- Schmeljow, Iwan Sergejewitsch (1873–1950), russischer Schriftsteller
- Schmeljow, Nikolai Petrowitsch (1936–2014), russischer Schriftsteller, Akademiker und Ökonom
- Schmeljow, Wladimir Konstantinowitsch (1946–2023), sowjetischer Pentathlet
- Schmeljowa, Darja Michailowna (* 1994), russische Bahnradsportlerin
- Schmelka, Heinrich (1777–1837), deutscher Theaterschauspieler, vor allem komischer Rollen, gelegentlich auch Sänger (Tenor)
- Schmellenmeier, Heinz (1909–1994), deutscher Physiker und Chemiker
- Schmeller, Alfred (1920–1990), deutsch-österreichischer Kunsthistoriker, Publizist und Museumsdirektor
- Schmeller, Emily (* 1992), deutsche und Schweizer Schauspielerin und Drehbuchautorin
- Schmeller, Johann Andreas (1785–1852), Germanist und bayerischer SprachforscherJohann Andreas Schmeller (1785–1852)

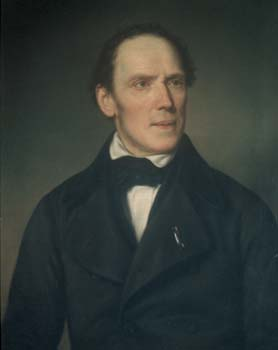
Johann Andreas Schmeller (1785–1852)

- Schmeller, Johann Joseph (1794–1841), deutscher Maler
- Schmeller, Thomas (* 1956), deutscher römisch-katholischer Theologe und Neutestamentler
- Schmelmer, Helmut (* 1935), deutscher Schriftsteller und Lyriker
- Schmelovsky, Karl-Heinz (1930–2013), deutscher Physiker und Elektroniker
- Schmelt, Albrecht (1899–1945), deutscher Politiker (NSDAP), MdR, MdL
- Schmelter, Franz (1862–1924), Theater- und Filmschauspieler sowie Regisseur, Drehbuchautor und Filmproduzent der Stummfilmzeit
- Schmelter, Fritz (1904–1964), deutscher Jurist und Staatsbeamter
- Schmelter, Kurt (1925–2013), deutscher Politiker (CDU), MdL
- Schmelter, Uwe (1945–2023), deutscher Kulturmanager
- Schmelting, Dirk (* 1966), deutscher Fußballspieler
- Schmeltz, Ferdinand Gottlieb (1667–1725), deutscher Mediziner
- Schmeltz, Johannes Dietrich Eduard (1839–1909), Ethnograph
- Schmeltzer, Jakob Christian (1770–1864), preußischer Landrat
- Schmeltzer, Rainer (* 1961), deutscher Politiker (SPD), MdLRainer Schmeltzer (* 1961)

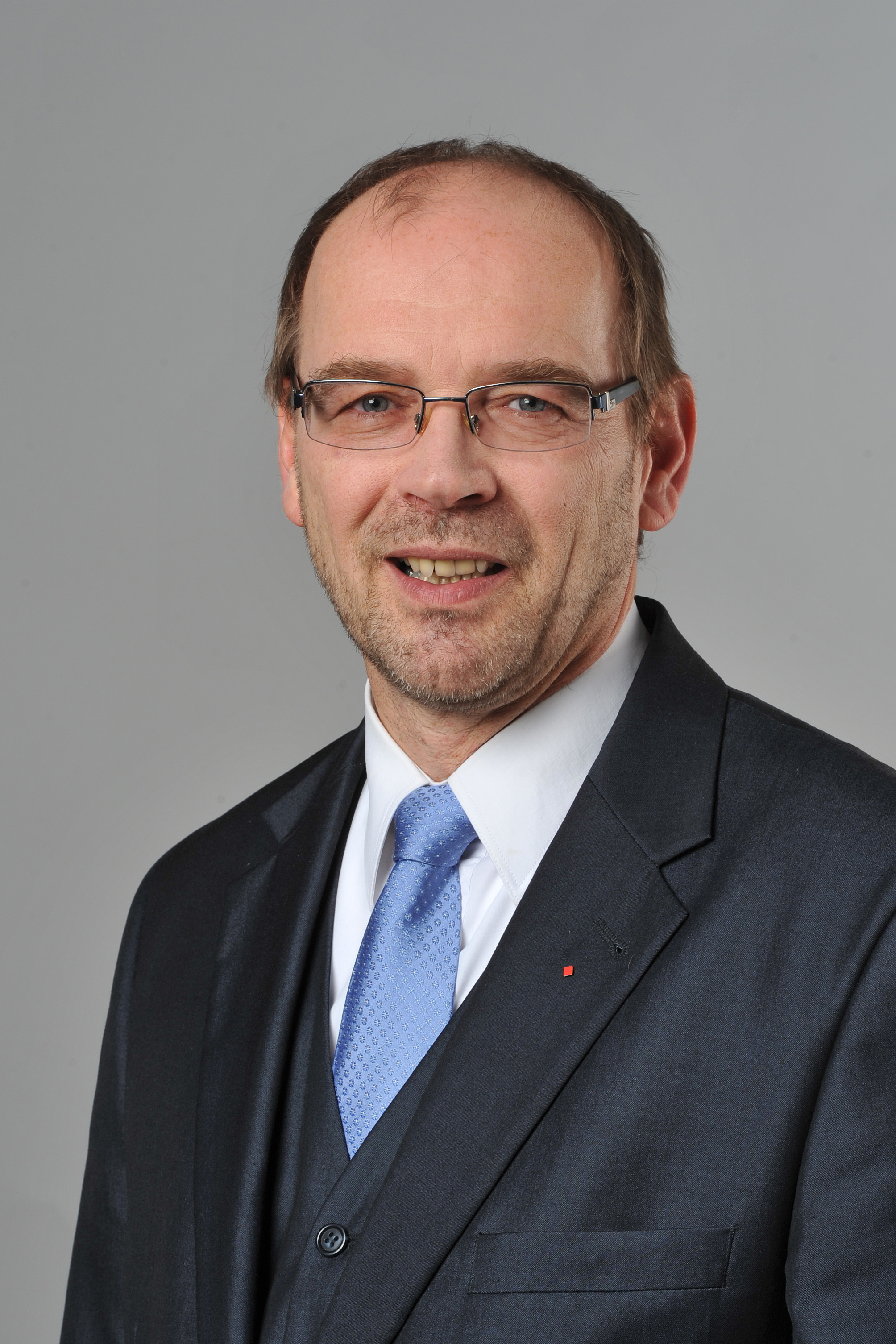
Rainer Schmeltzer (* 1961)

- Schmeltzer, Wilhelm Hugo (1827–1894), königlich preußischer Generalmajor und zuletzt Kommandeur der 1. Fuß-Artilleriebrigade
- Schmeltzl, Wolfgang, Komponist, Schulmeister und katholischer Pfarrer
- Schmelz, Andreas (* 1960), deutscher Ruderer
- Schmelz, Emma (1877–1930), deutsche Kauffrau und Unternehmerin
- Schmelz, Gabriele (* 1946), deutsche Autorin
- Schmelz, Hans (1917–1987), deutscher Journalist
- Schmelz, Heinrich (1930–2024), österreichischer Politiker (ÖVP), Abgeordneter zum Nationalrat
- Schmelz, Winfried (* 1958), österreichischer Baumeister und bildender Künstler
- Schmelzeisen, Otto (1892–1983), deutscher Kampfsportler
- Schmelzer, Andreas Anton († 1701), österreichischer Violinist und Komponist
- Schmelzer, Bernd (* 1965), deutscher Kommentator, Journalist und Sachbuchautor
- Schmelzer, Carl (1834–1898), deutscher Philologe, Politiker und Schriftsteller
- Schmelzer, Carsten (* 1964), deutscher Musiker und Musikproduzent
- Schmelzer, Christoph (1908–2001), deutscher Physiker, Wissenschaftsmanager und Hochschullehrer
- Schmelzer, Franz Leopold (* 1965), österreichischer Film- und Fernsehregisseur
- Schmelzer, Georg (1897–1967), österreichischer Politiker (ÖVP), Landtagsabgeordneter im Burgenland
- Schmelzer, Gerd (* 1951), deutscher Unternehmer und Sportfunktionär
- Schmelzer, Grit (* 1972), deutsche Politikerin (SPD), MdL
- Schmelzer, Günther (1922–2008), deutscher Brigadegeneral
- Schmelzer, Hermann (1932–2020), schweizerischer Rabbiner und Gelehrter
- Schmelzer, Irmgard (1921–2002), deutsche Weitspringerin
- Schmelzer, Johann Bernhard (1833–1909), deutscher Genremaler, Karikaturist und Zeichner sowie Illustrator von Kinderbüchern
- Schmelzer, Johann Heinrich († 1680), österreichischer Violinist, Komponist und Kapellmeister
- Schmelzer, Josef (1876–1962), deutscher Landwirt und Politiker (Zentrum, CDU), MdR, MdL
- Schmelzer, Marcel (* 1988), deutscher FußballspielerMarcel Schmelzer (* 1988)

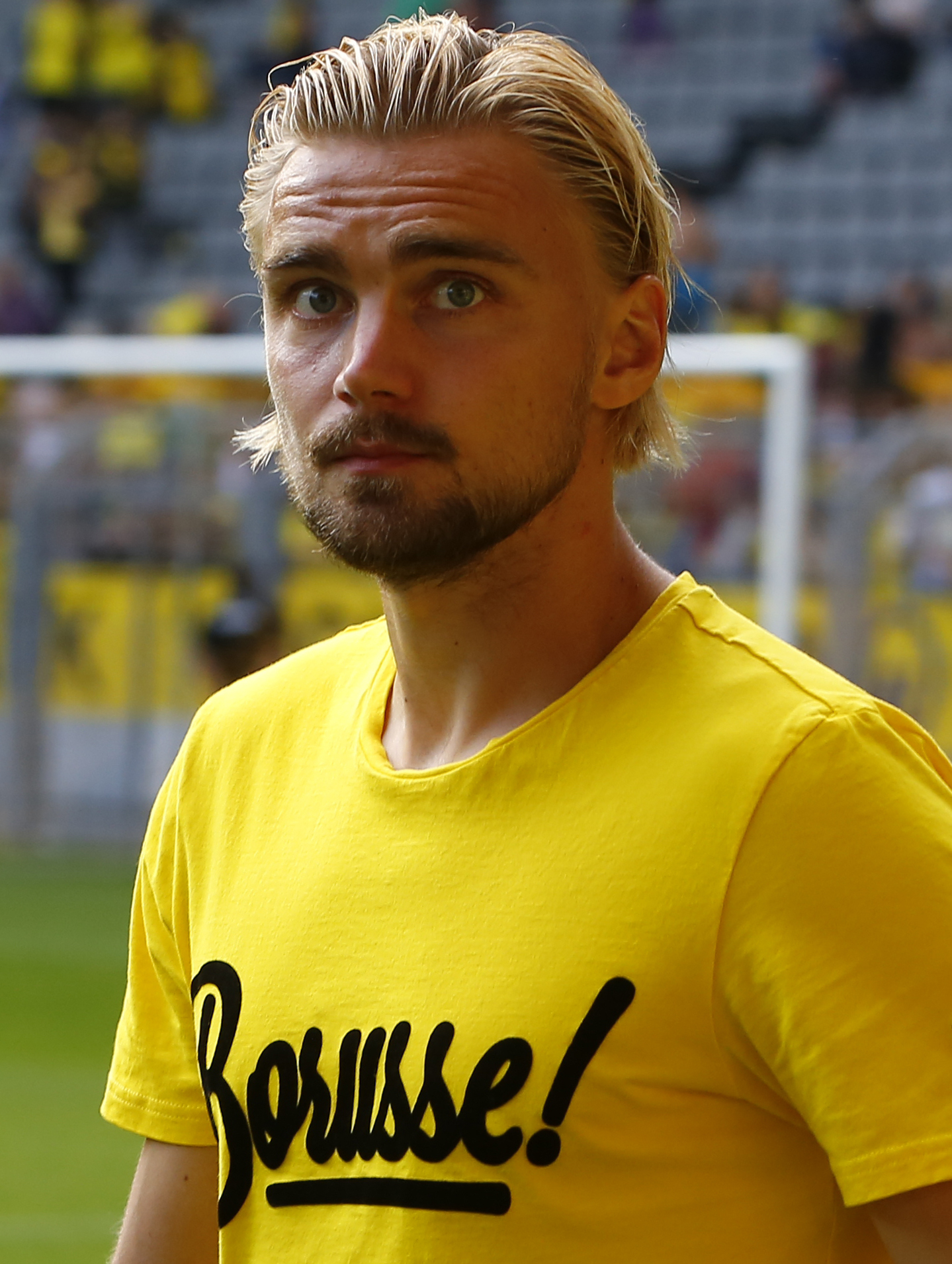
Marcel Schmelzer (* 1988)

- Schmelzer, Matthias (* 1983), deutscher Wirtschaftshistoriker, Transformationsforscher, Hochschullehrer und Klimaaktivist
- Schmelzer, Meike (* 1993), deutsche Handballspielerin
- Schmelzer, Norbert (1921–2008), niederländischer Politiker (KVP)
- Schmelzer, Otmar (* 1961), deutscher Kabarettist und WinzerOtmar Schmelzer (* 1961)

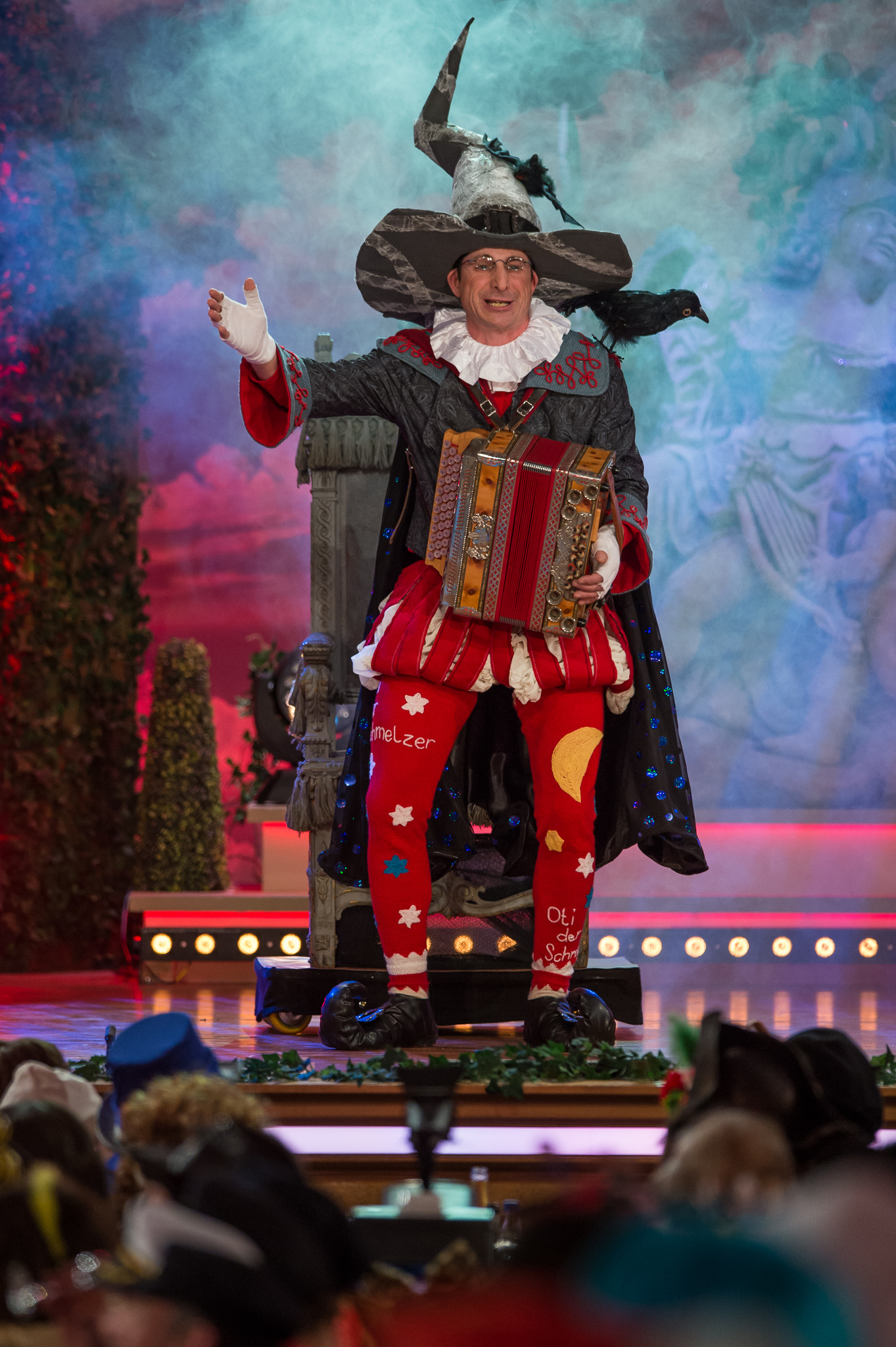
Otmar Schmelzer (* 1961)

- Schmelzer, Robert (1914–1996), deutscher Journalist und Herausgeber
- Schmelzer, Timo (* 2003), österreichischer Fußballspieler
- Schmelzer, Tom (* 1966), deutscher Künstler
- Schmelzer, Wilhelm (1876–1942), Verbandsfunktionär und Mitglied des Landesrates des Saargebietes
- Schmelzer, Wolfgang (* 1940), deutscher Radrennfahrer
- Schmelzing, Nicolaas (1561–1629), niederländischer Höfling, Militärkommandeur, Kriegsrat und Statthalter der Provinz Overijssel, österreichischer Herkunft
- Schmelzkopf, Marie (1887–1966), deutsche Politikerin (SPD), MdL
- Schmelzle, Hans (1874–1955), deutscher Jurist, Verwaltungsbeamter und Politiker (BVP)
- Schmelzle, Heiko (* 1970), deutscher Politiker (CDU), MdB
- Schmelzle, Moritz (* 1978), deutscher Chirurg

### Schmem
- Schmemann, Alexander Dmitrijewitsch (1921–1983), orthodoxer Priester und Theologe

### Schmen
- Schmenger, Ursula (* 1927), deutsche Regisseurin und Drehbuchautorin
- Schmengler, Kurt (1919–1998), deutscher Schauspieler
- Schmenk, Heinz Georg (* 1935), deutscher Buchautor
- Schmenk, Holger (* 1978), deutscher Historiker und Gymnasiallehrer
- Schmenk, Nicole, deutsche Historikerin und Verlegerin
- Schmenkel, Fritz (1916–1944), deutscher Widerstandskämpfer gegen den NationalsozialismusFritz Schmenkel (1916–1944)

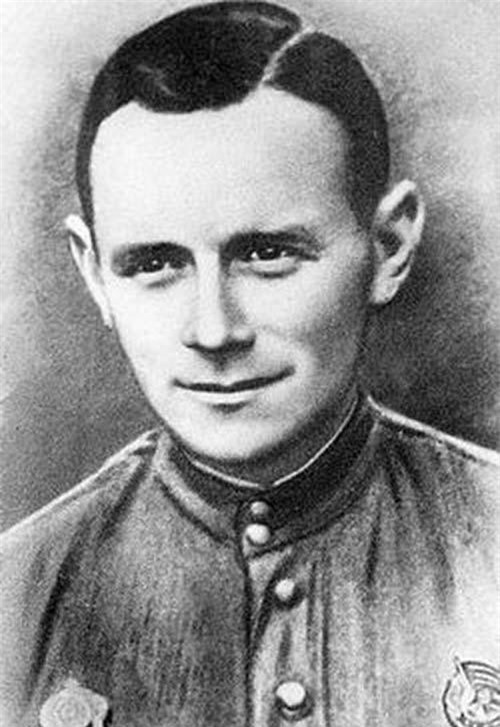
Fritz Schmenkel (1916–1944)

### Schmer
- Schmer, Johann (1891–1970), deutscher Kriminal- und Gestapobeamter sowie Angehöriger der Einsatzgruppen
- Schmerbach, Walter (1896–1974), deutscher Fußballspieler
- Schmerbeck, Felix (* 1990), deutscher Filmeditor
- Schmerbeck, Franz Xaver (1894–1973), deutscher Lehrer und Kommunalpolitiker
- Schmerbeck, Till (* 1969), deutscher Filmproduzent
- Schmerber, Hugo (1870–1924), österreichischer Kunsthistoriker und Handelswissenschaftler
- Schmerberg, Ralf (* 1965), deutscher Künstler, Filmemacher und Produzent
- Schmerböck, Marc Andre (* 1994), österreichischer Fußballspieler
- Schmerda, Michael (* 1985), deutscher Eishockeyspieler
- Schmerer, Hans-Jörg, deutscher Wirtschaftswissenschaftler
- Schmerfeld, Ferdinand von (1783–1868), kurhessischer Leiter der Oberpost- und Oberzolldirektion
- Schmerfeld, Georg von (1759–1823), Hessen-Kasseler Staatsmann
- Schmerfeld, Johanna Elisabeth von (1749–1803), deutsche Landschaftsmalerin
- Schmerfeld, Siegmund von (1815–1894), kurhessischer Leiter des Eisenbahn- und Postwesens
- Schmerkin, Nicolas (* 1973), argentinischer Filmproduzent
- Schmerl, Wilhelm Sebastian (1879–1963), deutscher Pfarrer und Schriftsteller
- Schmerler, Max (1873–1960), vogtländischer Heimatschriftsteller, Mundartdichter und Autor von Kinderbüchern
- Schmerlin, Gregor (1485–1512), deutscher Humanist und Hochschullehrer
- Schmerling, Anton von (1805–1893), österreichischer Jurist und Politiker, LandtagsabgeordneterAnton von Schmerling (1805–1893)

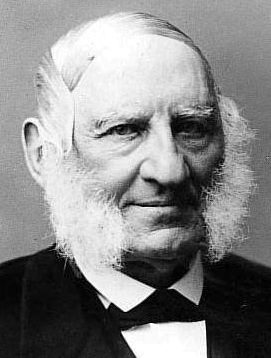
Anton von Schmerling (1805–1893)

- Schmerling, Joseph von (1806–1884), österreichischer Offizier und stellvertretender Kriegsminister
- Schmerling, Oskar (1867–1938), georgischer Maler und Grafiker
- Schmerling, Philippe-Charles (1790–1836), belgischer Arzt in Paläontologe
- Schmermund, Manuela (* 1971), deutsche Sportschützin
- Schmersahl, Elias Friedrich (1719–1775), deutscher lutherischer Theologe, Prediger und Literaturhistoriker
- Schmersal, Craig (* 1972), US-amerikanischer Westernreiter
- Schmersal, Peter (* 1952), deutscher Maler
- Schmertmann, John H. (* 1928), US-amerikanischer Geotechniker
- Schmertzing, Friedrich Hannibal von (1705–1762), kaiserlicher und preußischer General
- Schmertzing, Hannibal August von (1691–1756), königlich-polnischer und kurfürstlich-sächsischer Kammerherr und Rittergutsbesitzer
- Schmertzing, Hannibal Germanus von (1660–1715), königlich-polnischer und kurfürstlich-sächsischer Kammerherr, Oberhofmeister und Amtshauptmann der Ballei Thüringen
- Schmertzing, Rudolph von († 1646), kurfürstlich-sächsischer Major

### Schmet
- Schmetjen, Klaus (1919–1994), deutscher Politiker (CDU), MdL
- Schmettau, Bernhard Alexander Gottfried von (1748–1816), preußischer Generalmajor
- Schmettau, Ferdinande von (1798–1875), Symbolfigur und Volksheldin während der Befreiungskriege gegen Napoleon
- Schmettau, Friedrich Wilhelm Karl von (1743–1806), preußischer Generalleutnant, Topograf und Kartograf
- Schmettau, Friedrich Wilhelm von (1662–1735), dänischer Offizier und Diplomat
- Schmettau, Gottfried Wilhelm Christian von (1752–1823), dänischer Offizier
- Schmettau, Gottlieb von (1665–1722), sächsischer Generalleutnant
- Schmettau, Heinrich (1628–1704), deutscher reformierter Theologe
- Schmettau, Joachim (* 1937), deutscher Bildhauer
- Schmettau, Johann Ernst von (1703–1764), preußischer Generalmajor, Chef des Kürassierregiments Nr. 4 sowie Erbherr auf Rohrlach in Schlesien
- Schmettau, Karl Christoph von (1696–1775), preußischer Generalleutnant, Gouverneur der Festung Peitz und Amtshauptmann von Ziesar
- Schmettau, Karl Wilhelm Friedrich von (1734–1798), preußischer Offizier
- Schmettau, Mechthild Gräfin von (* 1965), deutsche Juristin, Richterin am Bundesgerichtshof
- Schmettau, Samuel von (1684–1751), preußischer Generalfeldmarschall
- Schmettau, Woldemar Friedrich von (1749–1794), deutscher Diplomat und Schriftsteller
- Schmettau, Woldemar von (1719–1785), Offizier, Gutsbesitzer und Schriftsteller
- Schmettau, Wolfgang von (1648–1711), Kurbrandenburger Minister und Gesandter
- Schmetterer, Leopold (1919–2004), österreichischer Mathematiker
- Schmetterer, Modest (1738–1784), Benediktinerpater und Rechtswissenschaftler
- Schmetterling, Christina Josepha (1793–1840), niederländische Malerin und Aquarellistin
- Schmetterling, Elisabeth Barbara (1801–1882), niederländische Malerin, Radiererin, Kupferstecherin
- Schmetterling, Lauren (* 1988), US-amerikanische Ruderin
- Schmettow, Eberhard von (1861–1935), preußischer Generalleutnant im Ersten Weltkrieg, Generaladjutant des deutschen Kaisers
- Schmettow, Egon von (1856–1942), deutscher General der Kavallerie
- Schmettow, Johann Ernst von (1703–1774), preußischer Offizier, zuletzt Generalmajor
- Schmettow, Leontine von (* 1962), deutsche Fernsehjournalistin und AdelsexpertinLeontine von Schmettow (* 1962)

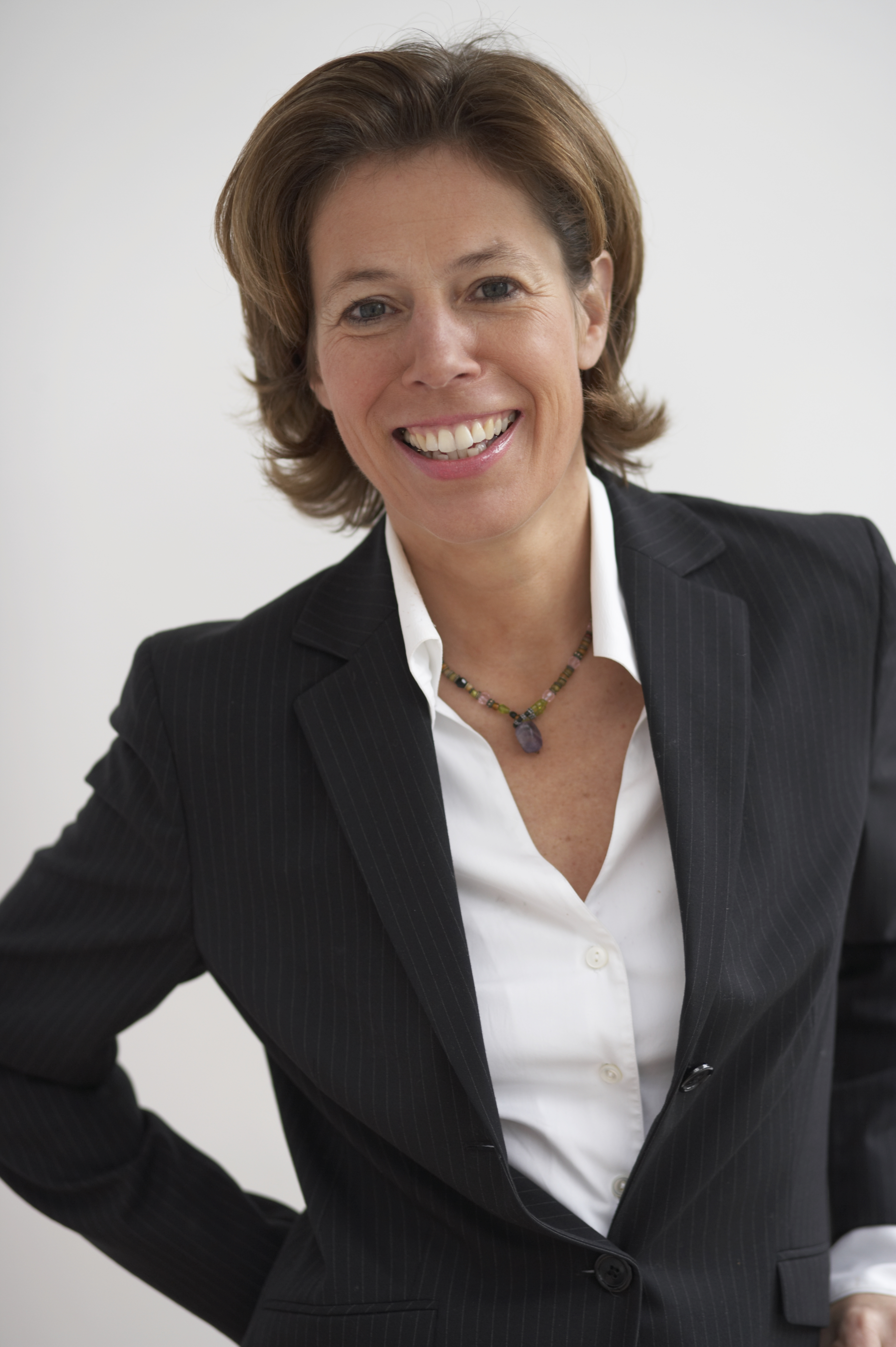
Leontine von Schmettow (* 1962)

- Schmettow, Matthias von (1925–1978), deutscher Historiker und Bibliothekar
- Schmetz, Bernard (1904–1966), französischer Degenfechter
- Schmetz, Mark (* 1977), niederländischer Handballspieler
- Schmetz, Martha (1919–2009), deutsche Journalistin, Illustratorin und Kunsterzieherin
- Schmetz, Michael (1961–2018), deutscher Filmwissenschaftler, Filmproduzent und -förderer
- Schmetz, Ulrike (* 1979), deutsche Fußballtorhüterin
- Schmetz, Wilhelm (1890–1938), deutscher Landschaftsmaler
- Schmetzer, Adolf (1854–1943), deutscher Bauingenieur, kommunaler Baubeamter in Regensburg und Heimatforscher
- Schmetzer, Emil (1908–1988), deutscher Fußballschiedsrichter
- Schmetzer, Friederich (1842–1918), deutscher Ingenieur

### Schmey
- Schmeyers, Adolf (1874–1941), deutscher Geodät und Obervermessungsdirektor
- Schmeykal, Franz (1826–1894), böhmischer Rechtsanwalt und Politiker

### Schmez
- Schmezer, Christoph (1800–1882), deutscher Pfarrer und Autor
- Schmezer, Guido (1924–2019), Schweizer Schriftsteller
- Schmezer, Holger (1947–2012), deutscher Dressurreiter und Trainer
- Schmezer, Ueli (* 1961), Schweizer Journalist, Moderator, Sänger und PolitikerUeli Schmezer (* 1961)

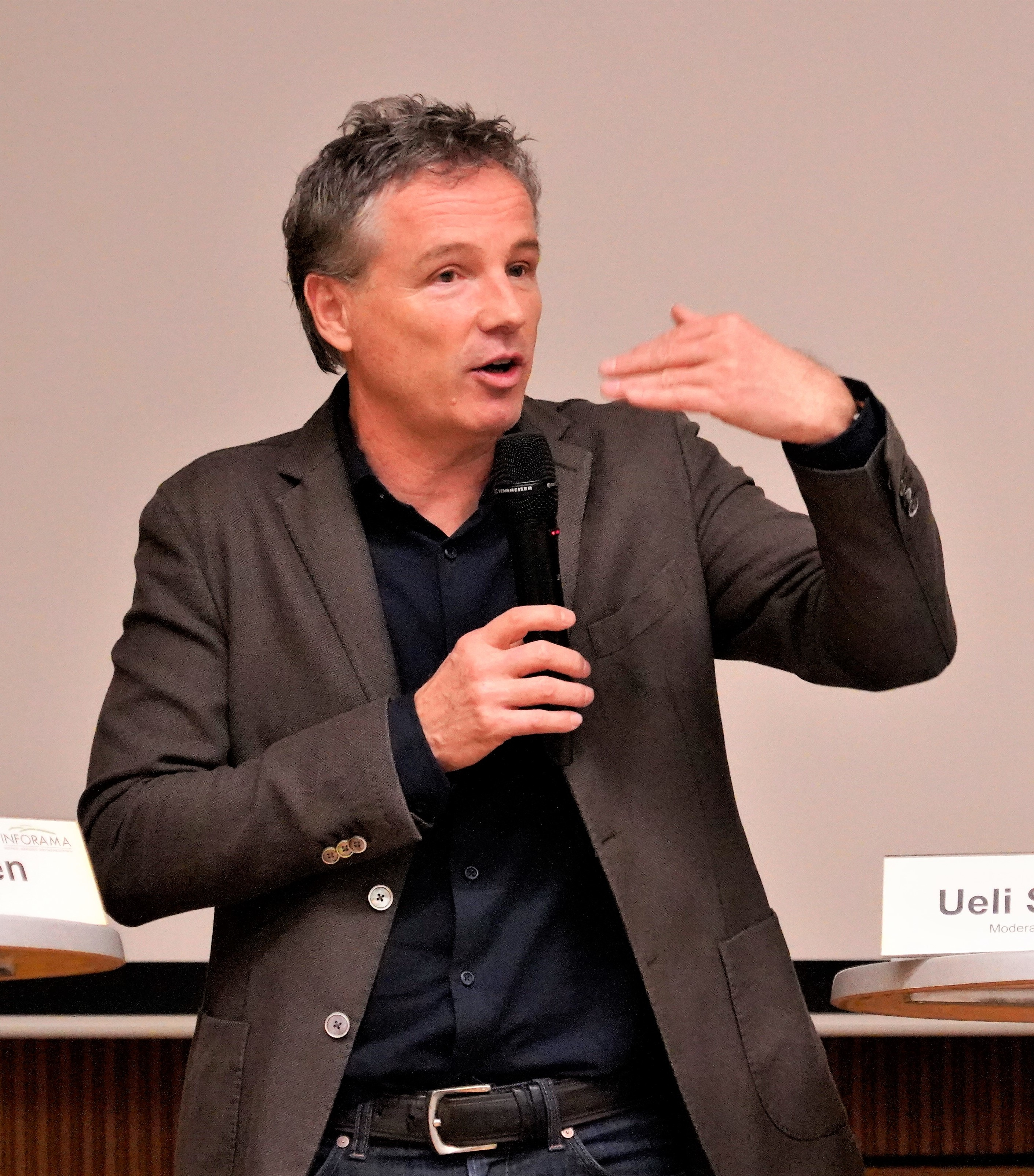
Ueli Schmezer (* 1961)

- Schmezko, Helmut (1939–2013), deutscher Kommunalpolitiker